# Drosophila dorsivitta
Drosophila dorsivitta är en tvåvingeart som beskrevs av Walker 1861. Drosophila dorsivitta ingår i släktet Drosophila och familjen daggflugor.
Artens utbredningsområde är Sydamerika.